# Silvio Cunha Pereira
Silvio Cunha Pereira (Osasco, 30 de setembro de 1957) é um enxadrista brasileiro que  detém o título de Mestre Internacional pela FIDE.
Foi campeão Pan-americano Sênior em 2022.

## Principais títulos
- 26º Memorial José Raúl Capablanca[3]
- Aberto do Brasil - I Memorial Luiz Gentil[4]
- Campeão Cearense 2019[5]
- Pan-americano 65+ 2022[6]
- Campeonato Brasileiro Sênior +65 2024[7]